# 乌篷船

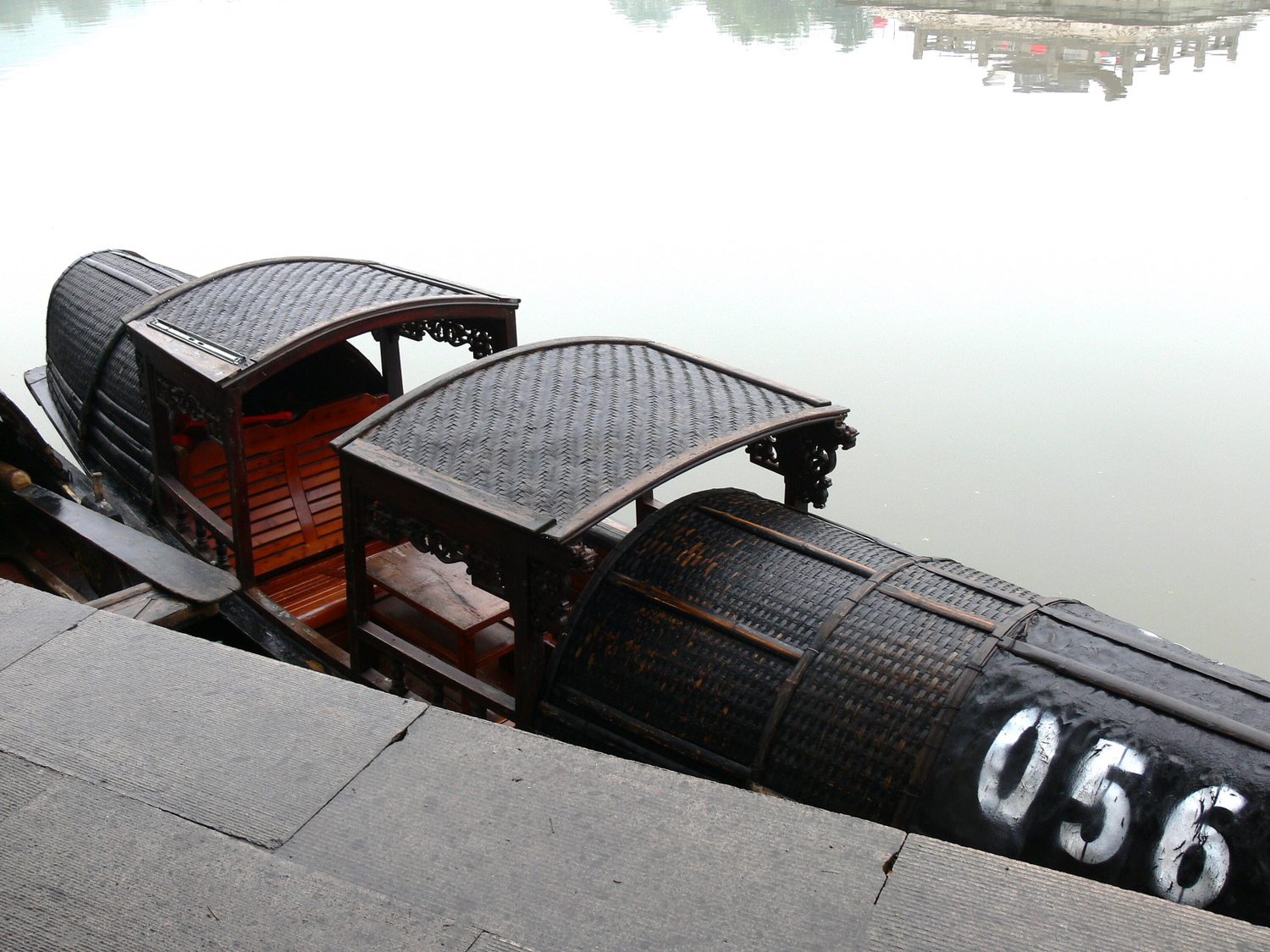
绍兴乌篷船

乌篷船是浙江绍兴的独特交通工具，因竹篾篷被漆涂成黑色而得名。船身狭小，船篷低矮。船板上辅以草席，可坐可卧，但因船篷低矮和船身狭小，故乘客不方便直立，否则有失去平衡而翻覆的危险。

## 动力
用人力推进，以脚躅桨，划船的人坐在船身后梢，两脚踏在桨柄未端，以腿的伸缩登踏使木浆击水推进，时速可达10多公里。航向是由划船人的手桨来控制。乌篷船大多在江中驶，行则轻快，泊则闲雅，或独或群，独则独标高格，群则浩浩荡荡。乌篷船是水乡的精灵，更是水乡的风景。